# Annemarie von Jakimow-Kruse
Annemarie von Jakimow-Kruse, geborene Kruse (* 14. März 1889 in Berlin; † 17. Dezember 1977; auch Annemarie Kirchner-Kruse), war eine deutsche Malerin.

## Leben und Werk
Sie war das dritte Kind aus erster Ehe des Bildhauers Max Kruse (1854–1942) mit Anna Pavel. Aus der Ehe gingen drei weitere Kinder hervor: Eva (* 1884), Peter (* 1887) und Benjamin (* 1891). Max Kruse heiratete in zweiter Ehe Käthe Simon. Annemarie Kruse war somit Stieftochter von Käthe Kruse (1883–1968) und Halbschwester des Kinderbuchautors Max Kruse (1921–2015).
Ersten Malunterricht erhielt Annemarie Kruse von ihrem Onkel Oskar Kruse. Nach einer Ausbildung in der Klasse für grafisches Kunstgewerbe von Max Frey an der Kunstgewerbeschule in Dresden, wohin Anna Kruse nach der Scheidung gezogen war, ging Annemarie Kruse 1908 zusammen mit ihrer Mutter nach Paris, um an den verschiedenen privaten Malakademien Kunst zu studieren. Ihre erste prägende Lehrerin in Paris war Ida Gerhardi, eine deutsche Malerin, die seit vielen Jahren in Paris lebte und arbeitete und an der Académie Colarossi als „professeur libre“ unterrichtete. Als Gerhardi aufgrund einer Erkrankung wieder ganz nach Deutschland übersiedelte, vermittelte sie den Kontakt zur gerade gegründeten Akademie von Henri Matisse, die von dessen Malschülern betrieben wurde und im Palais Biron ansässig war. Annemarie Kruse war dort die jüngste Schülerin und schloss Freundschaften mit vielen der deutschen Matisse-Schülern und -Schülerinnen, wie Hans Purrmann und Mathilde Vollmoeller-Purrmann. Auch mit der deutschen Malerin und Bildhauerin Sophie Wolff (1845–1944) war sie in Paris befreundet und streifte mit ihr durch die Pariser Museen.
In ihrer Pension im Quartier Montparnasse lernte sie den russischen Maler und Bildhauer Igor von Jakimow (1885–1962) kennen. Gemeinsam besuchten sie den Abendakt in der Akademie Colarossi und von Jakimow bekam eine immer größere Bedeutung als Lehrer für Annemarie Kruse. Nach zweieinhalbjähriger Verlobungszeit, in der von Jakimow auf das väterliche Gut in Russland zurückkehren musste, heiratete das Paar im Jahr 1912. Aus der Ehe gingen drei Kinder hervor: Igor (1914–1944), Erasmus (1918–1944), der ebenfalls Maler werden wollte, aber wie sein Bruder als Soldat im Zweiten Weltkrieg fiel, und die Tochter Marina (1922–1997).
Die ersten Ehejahre verbrachte das Ehepaar zunächst in Russland auf dem Gut Polotjobnoje und dann in Mariabrunn (heute Ortsteil von Röhrmoos) bei Dachau, wo sie durch Vermittlung von Friedrich Freksa das leerstehende ehemalige Jagdschlösschen (das Schlössle) der Grafen La Rosée mieteten. Von hier aus hielt besonders Igor von Jakimow Kontakt zur Künstlerkolonie Dachau.
Während des Ersten Weltkrieges (1914–1918) verwaltete Annemarie von Jakimow-Kruse das Gut in Russland, während ihr Mann in der russischen Armee dienen musste. In den langen Wintern entstanden zahlreiche Gemälde, die das kleine Gut, die Häuser der Arbeiter, das Leben in der nächsten kleinen Stadt wiedergaben. Nach der infolge der Oktoberrevolution notwendigen Flucht ließ sich die junge Familie 1918 in Berlin und in den Sommermonaten in Mariabrunn nieder. 1919 veröffentlichte Kruse-von Jakimow ihre Erinnerungen an die Zeit in Russland in dem Buch Der Gutshof Jakimow. Nach ihrer Scheidung von Jakimow 1923 arbeitete sie als Zeichenlehrerin an der Odenwaldschule in Oberhambach, wo auch ihre Kinder zur Schule gehen konnten. Daneben hatte sie verschiedene Auftragsarbeiten und Ausstellungen in Berlin und Frankfurt/Main und unternahm längere Malreisen in den Süden. An der Odenwaldschule lernte sie den Lehrer und Hölderlin-Forscher Werner Kirchner (1885–1961) kennen, den sie 1933 heiratete. Zunächst lebte das Paar in Bad Homburg, wo Kirchner eine Anstellung als Lehrer hatte. 1937 wurde die Tochter Julia Marianne geboren. 1946 übersiedelten sie nach Marburg, wo Kirchner bis zu seiner Pensionierung 1957 Lehrer am Gymnasium Philippinum war.
Neben der Malerei widmete sich Kirchner-Kruse auch weiterhin der Literatur: 1947 übersetzte sie Leo Tolstois Der Leinwandmesser ins Deutsche und brachte nach langer Suche nach einem Verlag 1957 die Tagebuchaufzeichnungen ihres Sohnes Erasmus heraus. 1959 schrieb sie ihre Erinnerungen an ihre Lehrerin Ida Gerhard auf, die unveröffentlicht blieben.
Als bildende Künstlerin war sie Mitglied in der GEDOK, mit der sie regelmäßig ausstellte und engagierte sich im Marburger Künstlerkreis. 1959, anlässlich ihres 70. Geburtstags, sowie 1964, zu ihrem 75. Geburtstag, hatte sie große Einzelausstellungen in den neuen Ausstellungsräumen des Marburger Künstlerkreises Am Markt 16 in der Marburger Oberstadt. Nach dem Tod ihres Mannes, der 1961 auf Ischia plötzlich starb, zog sie 1964 wieder nach Bad Homburg, wo ihre Tochter Marina lebte. Sie starb am 17. Dezember 1977 und ist zusammen mit ihrem Mann auf dem Waldfriedhof in Bad Homburg beerdigt.

## Werke
Die Werke von Annemarie Kirchner-Kruse befinden sich heute hauptsächlich im Familienbesitz und anderem Privatbesitz, wodurch sie der Öffentlichkeit entzogen sind. Das Museum für Kunst und Kulturgeschichte Marburg hat laut Inventarliste von Annemarie Kirchner-Kruse ein Bildnis des Malers Wilhelm Oesterle von 1921 (Inv.nr. 2445). Ein Nachlass der Künstlerin befindet sich im Deutschen Kunstarchiv. 2015/2016 wurde im Museum „Schlösschen im Hofgarten“ in Wertheim und im Käthe-Kruse-Puppenmuseum in Donauwörth die Ausstellung Die Kruses – eine geniale Künstlerfamilie und ihr Freundeskreis gezeigt, in der auch zahlreiche Gemälde Annemarie Kruses vertreten waren.

## Schriften
- Annemarie Kruse-von Jakimow: Der Gutshof Jakimow. Erlebnisse einer deutschen Frau in Sowjetrussland. mit einem Geleitwort von Gabriele Reuter, Berlin 1919, Datensatz in DNB.
- Annemarie Kruse-von Jakimow: Zwischen zwei Stürmen. Erinnerungen aus Russland. in: Westermanns Monatshefte. 74. Jahrgang, September 1929 bis Februar 1930.
- Erasmus von Jakimow: Gefahr und Schau. Tagebuchblätter eines jungen Malers aus dem zweiten Weltkrieg. Mit einem Lebensbild von Annemarie Kirchner-Kruse (Hg.), Verlag F. Bruckmann, München 1957, Datensatz in der DNB
- Erinnerungen (im Selbstverlag erschienen), 1971 für die Familie und Freunde verfasst.